# Beetsa
Beetsa (Hebreeuws: ביצה, letterlijk ei) of Jom Tov (Hebreeuws: יום טוב, letterlijk feestdag ) is een traktaat (masechet) van de Misjna en de Talmoed. Het is het zevende traktaat van de Orde Moëed (Seder Moëed) en bestaat uit vijf hoofdstukken.
Het traktaat Beetsa bevat algemene regels voor de joodse feestdagen. De naam van het traktaat is ontleend aan het beginwoord van het traktaat maar wordt ook wel naar de inhoud Jom Tov (feestdag) genoemd.
Beetsa bevat Gemara (rabbijns commentaar op de Misjna) en is onderdeel van zowel de Babylonische als de Jeruzalemse Talmoed. Het traktaat bevat 40 folia in de Babylonische Talmoed en 22 in de Jeruzalemse Talmoed.